# HD 66358
HD 66358，又名CD-36 4116，SAO 198714、HR 3154，是一颗恒星，视星等为5.95，位于銀經253.46，銀緯-3.6，其B1900.0坐标为赤經7h 57m 57.9s，赤緯-37° -3.6′ 21″。